# 1970 videójátékai

## Események/Megjelent játékok
- Kiadták a Magnavox Odyssey-t, a világ egyik legelső játékkonzolját, amit TV-re lehetett csatolni.

## Születések
- augusztus 20.: John Carmack, többek között a Commander Keen, a Wolfenstein 3D, a Doom (és a Doom 3) és a Quake-sorozat vezető programozója, s egyben az id Software programozója a mai napig.